# Jean Vincent
Jean Vincent, född 29 november 1930 i Labeuvrière, död 13 augusti 2013, var en fransk fotbollsspelare och tränare.

## Spelarkarriär
Jean Vincent kom till Lille 1950 där han vann Ligue 1 1954, samt Coupe de France 1953 och 1955. 1956 flyttade han till Stade de Reims som vann Ligue 1 1958, 1960 och 1962. Han vann även Coupe de France ytterligare en gång; 1958.
I Frankrikes landslag gjorde han totalt 46 matcher och 22 mål. Han var med och vann VM-brons 1958. Utöver VM-turneringen 1958, deltog han även i VM 1954 samt EM 1960.

## Tränarkarriär
Vincent nådde stora framgångar som tränare i FC Nantes, med två ligatitlar som resultat. Han blev förbundskapten för Kamerun under VM 1982, där Kamerun spelade oavgjort i alla tre gruppspelsmatcherna och missade avancemang på antal gjorda mål. Italien kryssade även dem alla tre matcher men mäktade med ett mål mer och tog därmed andraplatsen i gruppen.
Jean Vincent var även förbundskapten för Tunisien, och hade på klubblagsnivå även hand om SM Caen, FC La Chaux-de-Fonds, SC Bastia, FC Lorient, Rennes och WAC Casablanca.